# Banne
Cet article possède des paronymes, voir Bannes et Branne.
Banne est une commune française située dans le département de l'Ardèche, en région Auvergne-Rhône-Alpes.
Ses habitants sont appelés les Bannards.

## Géographie

### Situation et description
La commune est située à 14 kilomètres de Saint-Ambroix et à 10 kilomètres des Vans.
Le village est une ancienne cité minière dotée de gisements de charbon.
Au sommet de la colline, le village semble coupé en deux, le côté du fort et celui de l'église, en un enchevêtrement de ruelles, d'escaliers et de jardins en terrasses.

### Lieux-dits, hameaux et écarts
Petit Brahic, les Avelas, Garde Giral, la Lauze, le Mazel, Pigère, Salfermouse, Cheyrès, les Pialets, la Bildoire, le Puech, les Garidels, la Planète, le Poujol, les Pérusses, Montgros.

### Communes limitrophes
Les communes limitrophes sont Berrias-et-Casteljau, Malbosc, Saint-André-de-Cruzières, Saint-Paul-le-Jeune, Les Vans, Bordezac et Gagnières.

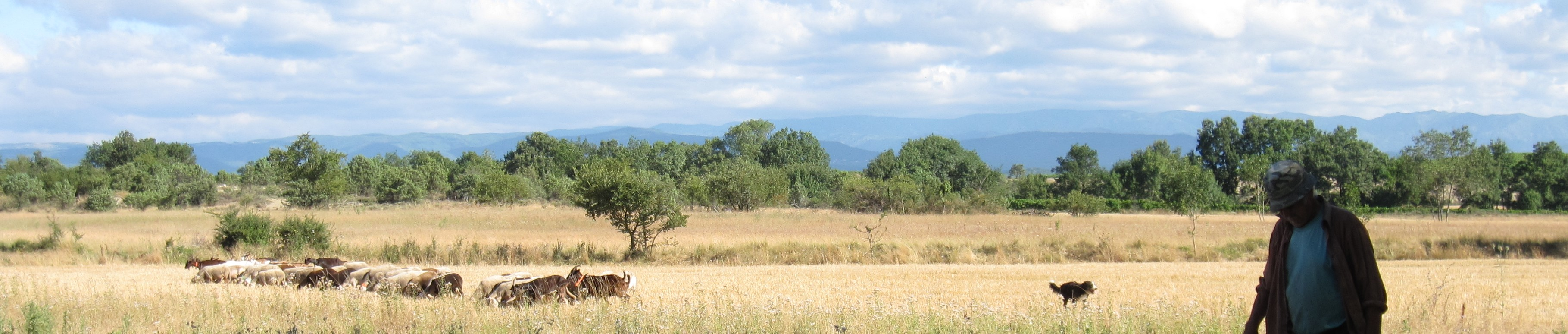
Vue panoramique de Banne.

### Climat
Pour des articles plus généraux, voir Climat d'Auvergne-Rhône-Alpes et Climat de l'Ardèche.
En 2010, le climat de la commune est de type climat méditerranéen franc, selon une étude du CNRS s'appuyant sur une série de données couvrant la période 1971-2000. En 2020, Météo-France publie une typologie des climats de la France métropolitaine dans laquelle la commune est exposée à un climat de montagne ou de marges de montagne et est dans la région climatique Provence, Languedoc-Roussillon, caractérisée par une pluviométrie faible en été, un très bon ensoleillement (2 600 h/an), un été chaud (21,5 °C), un air très sec en été, sec en toutes saisons, des vents forts (fréquence de 40 à 50 % de vents > 5 m/s) et peu de brouillards.
Pour la période 1971-2000, la température annuelle moyenne est de 13,3 °C, avec une amplitude thermique annuelle de 17,6 °C. Le cumul annuel moyen de précipitations est de 1 191 mm, avec 7,5 jours de précipitations en janvier et 4,1 jours en juillet. Pour la période 1991-2020, la température moyenne annuelle observée sur la station météorologique de Météo-France la plus proche, « Les Vans-Sa », sur la commune des Vans à 5 km à vol d'oiseau, est de 13,9 °C et le cumul annuel moyen de précipitations est de 1 251,0 mm,. Pour l'avenir, les paramètres climatiques de la commune estimés pour 2050 selon différents scénarios d'émission de gaz à effet de serre sont consultables sur un site dédié publié par Météo-France en novembre 2022.

### Hydrographie
La commune est arrosée par la Ganière, affluent de la Cèze et le Granzon, affluent du Chassezac.

## Urbanisme

### Typologie
Au 1er janvier 2024, Banne est catégorisée commune rurale à habitat dispersé, selon la nouvelle grille communale de densité à 7 niveaux définie par l'Insee en 2022.
Elle est située hors unité urbaine et hors attraction des villes,.

### Occupation des sols
L'occupation des sols de la commune, telle qu'elle ressort de la base de données européenne d’occupation biophysique des sols Corine Land Cover (CLC), est marquée par l'importance des forêts et milieux semi-naturels (86,9 % en 2018), une proportion sensiblement équivalente à celle de 1990 (87 %). La répartition détaillée en 2018 est la suivante : forêts (53,8 %), milieux à végétation arbustive et/ou herbacée (33,1 %), cultures permanentes (7,3 %), zones agricoles hétérogènes (5 %), zones urbanisées (0,8 %).
L'évolution de l’occupation des sols de la commune et de ses infrastructures peut être observée sur les différentes représentations cartographiques du territoire : la carte de Cassini (XVIIIe siècle), la carte d'état-major (1820-1866) et les cartes ou photos aériennes de l'IGN pour la période actuelle (1950 à aujourd'hui).

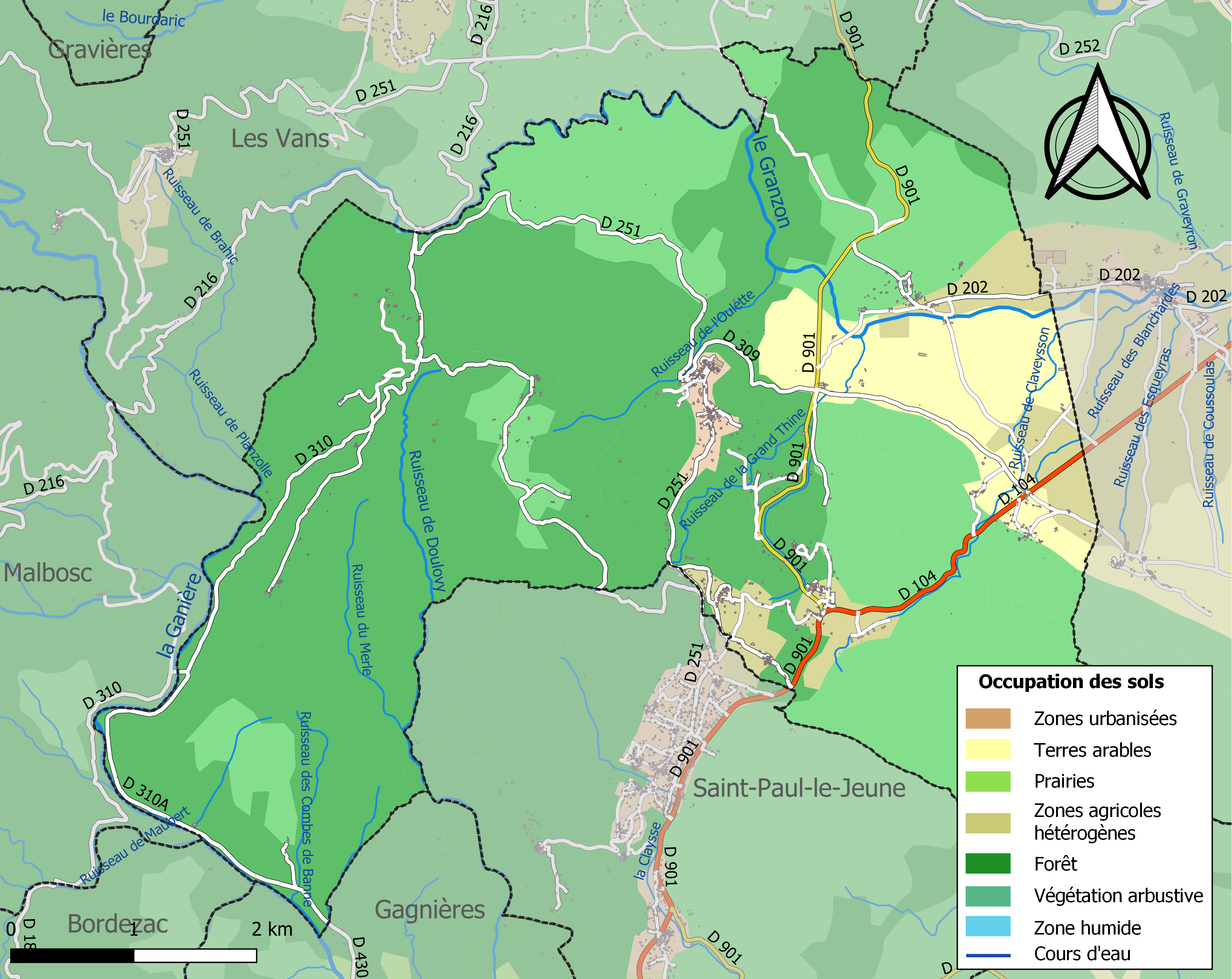
Carte des infrastructures et de l'occupation des sols de la commune en 2018 (CLC).

### Voies de communication et transports
Le territoire de la commune est traversé par la route départementale 104 (RD 104).

## Toponymie
Le nom vient de l'occitan bano (corne d'animal), dérivé du mot gaulois bannom (corne), souvent utilisé en toponymie pour désigner un sommet escarpé.
Le terme occitan bana (bois de cerf), dérivé de bano, se retrouve dans les armes parlantes des premiers seigneurs de Banne : « d'azur à la demi-ramure d'or posée en bande ».

## Histoire

### Moyen-Âge
Banne dépend alors de la famille Grimoard du Roure

### Révolution française
Pendant la Révolution française, le comte François-Louis de Saillans (1742-1792) tente une contre-révolution royaliste (3e camp de Jalès), suivi par environ 6 600 paysans. Il enlève le fort de Banne début juillet 1792. Il est rapidement repris par le général d’Albignac, venu de Bourg-Saint-Andéol ; un incendie est déclenché par les combats et un violent orage, qui réduit le fort en ruines.

### Époque contemporaine
La révolution de 1848 est bien accueillie à Banne, une partie des habitants en profitent pour contester leur maire et demander sa révocation par pétition auprès du commissaire du gouvernement. Selon eux, il est protégé par un ancien député, mais il s’agit en fait d’un complot dirigé par un adversaire de Bayle et loin d’être animé par les idéaux républicains.
Jusqu'au milieu du XXe siècle plusieurs gisements de charbon étaient exploités à Banne, avec quatre concessions : Montgros, Doulovy, Sallefermouse et Pigère-Mazel. C'étaient les seules mines de houille du département de l'Ardèche avec celle de Nieigles, aujourd'hui Lalevade-d'Ardèche). Depuis la fermeture des mines, une forêt a pris la place du carreau (bois des Bartres). Peu de vestiges subsistent, excepté le magnifique viaduc du Doulovy, construit en 1876 et ses nombreuses calades. Ces gisements sont la continuité du bassin minier d'Alès.
Le 29 juillet 1944, plusieurs compagnies de maquisards ont décimé une colonne allemande qui remontait vers le nord, lors de la bataille de Banne.

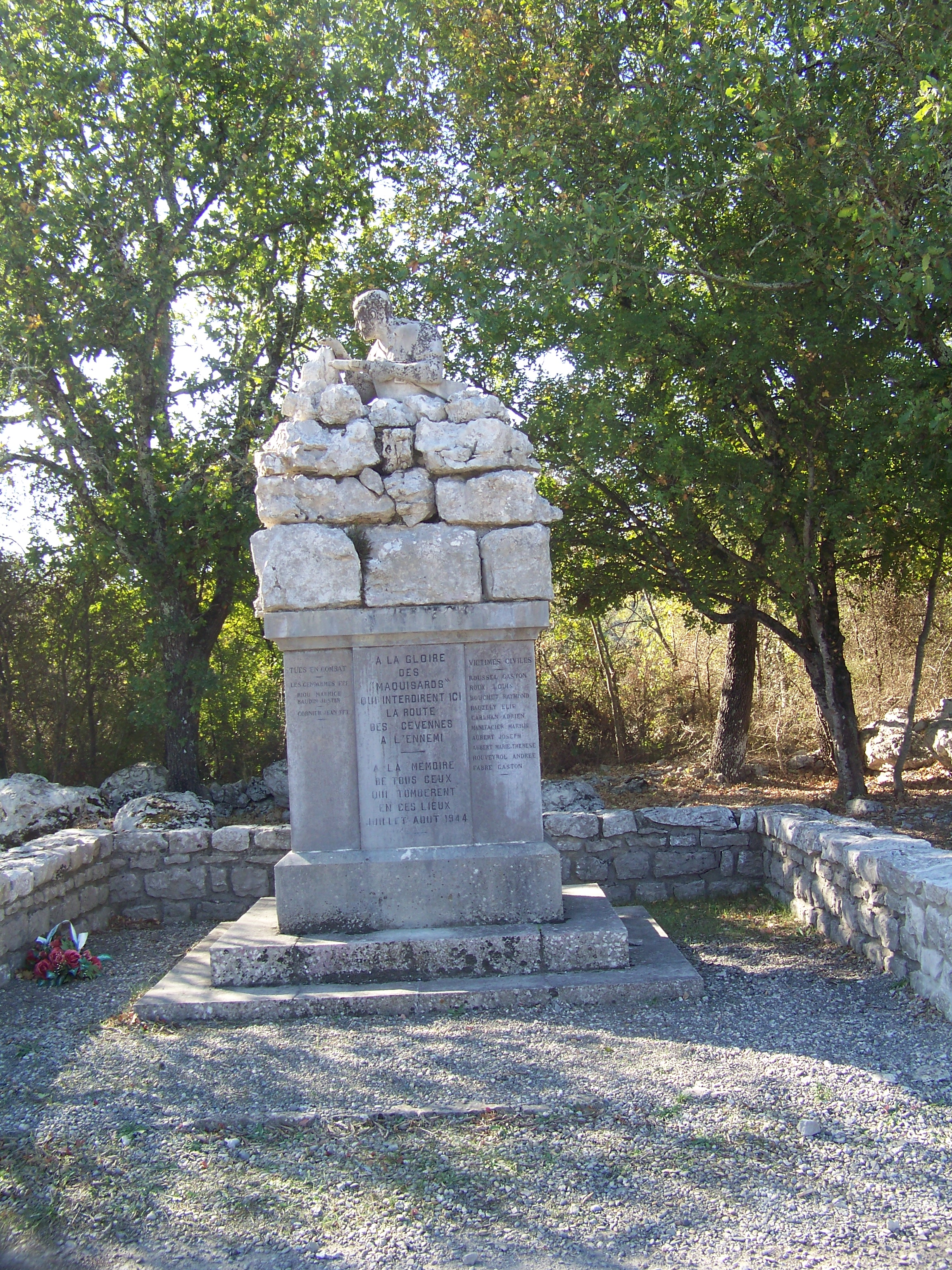
Monument commémoratif Banne.

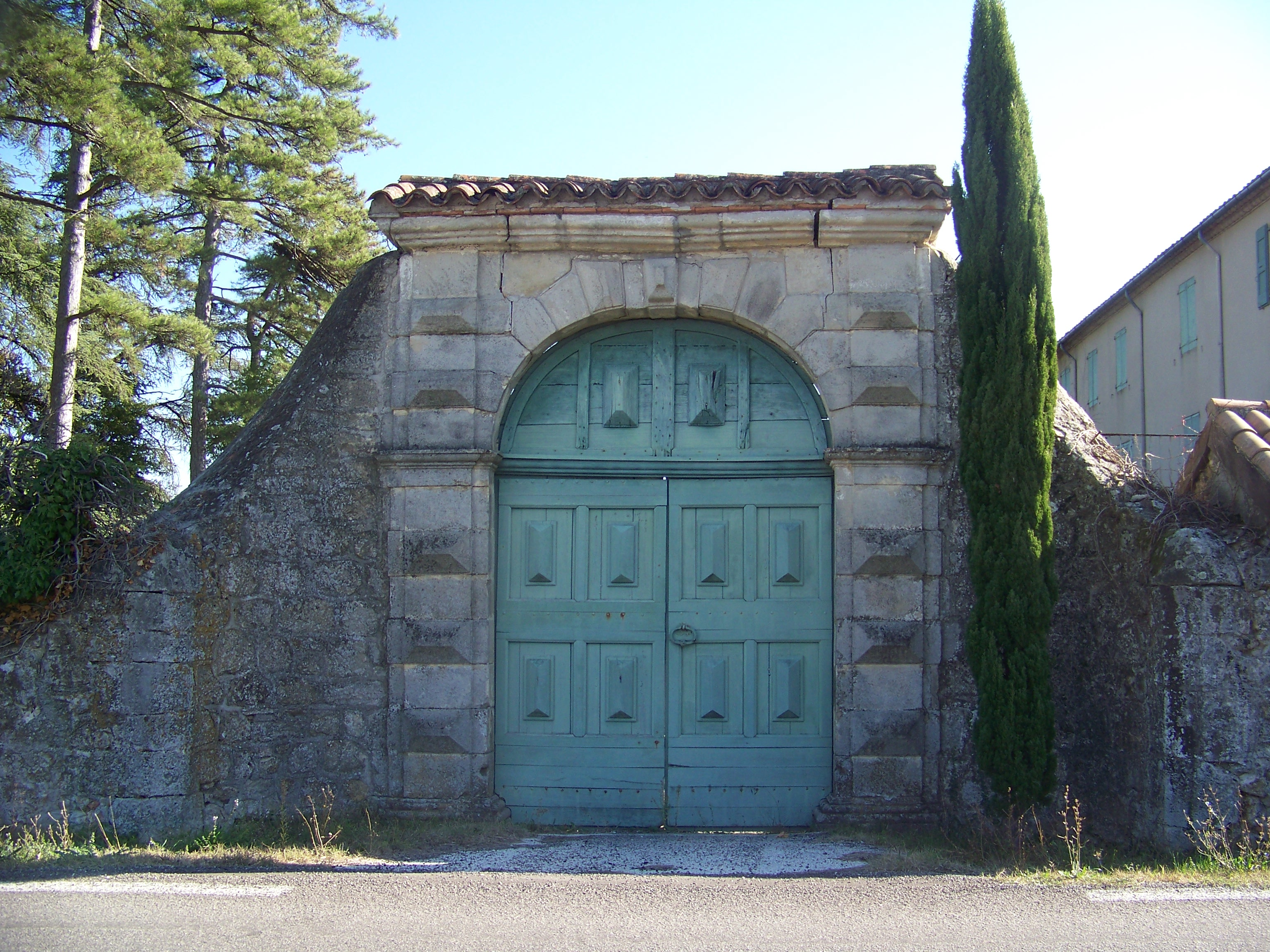
Portail du château des Lèbres. Le château fut brûlé lors des combats de 1944.

En 2008, le film Le Missionnaire a été tourné en grande partie dans le village. C'est un film produit par Luc Besson, réalisé par Roger Delattre et avec Jean-Marie Bigard dans le rôle-titre.

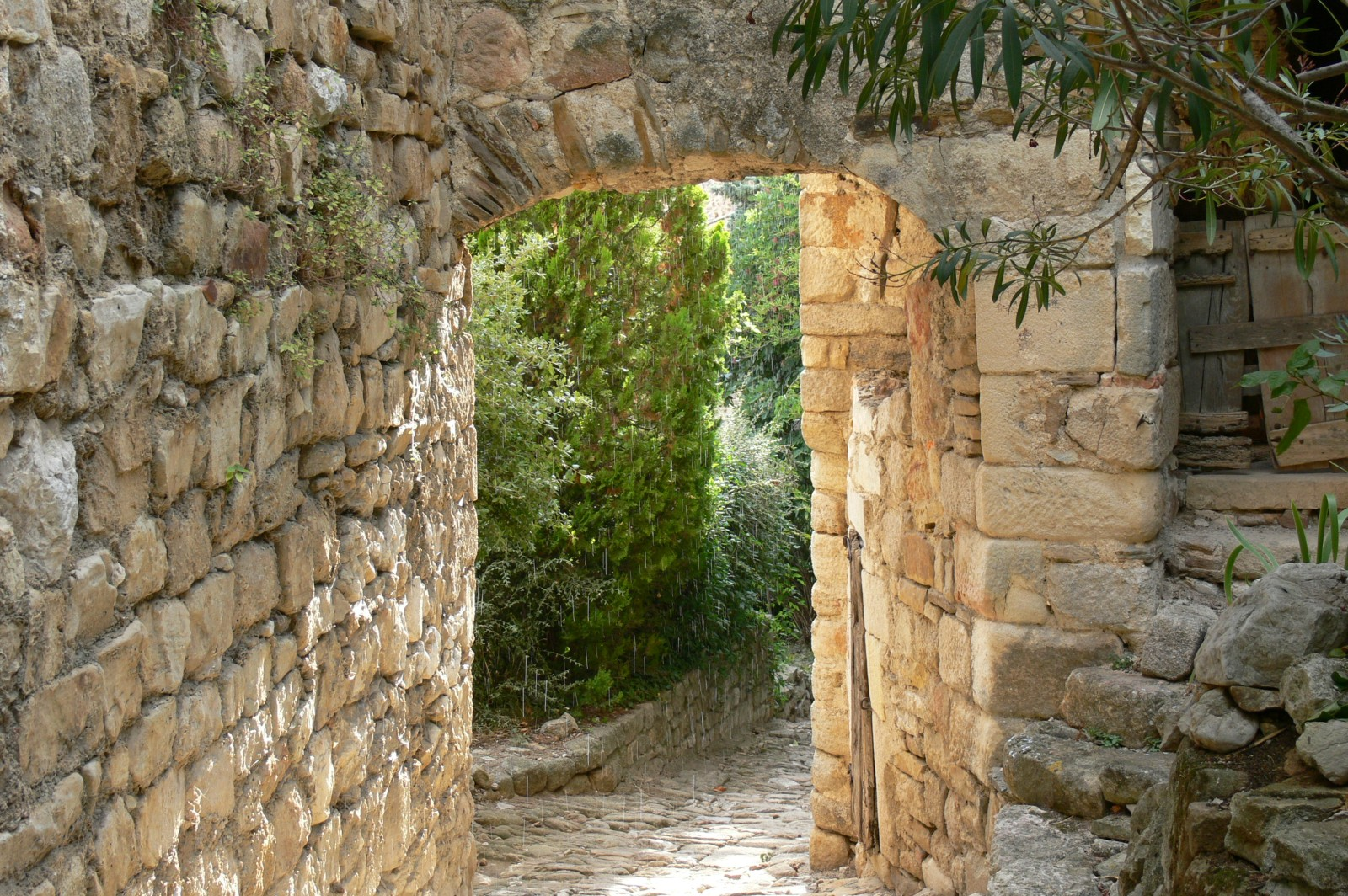
Une rue de Banne.

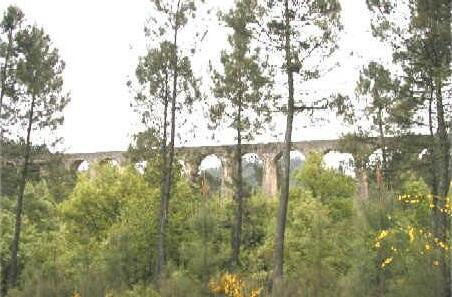
Le viaduc du Doulovy.

## Politique et administration

### Liste des maires
| Période    | Période                   | Identité             | Étiquette   | Qualité     |
| ---------- | ------------------------- | -------------------- | ----------- | ----------- |
|            |                           |                      |             |             |
| avant 1848 |                           | Bayle                |             |             |
|            |                           |                      |             |             |
| avant 1871 |                           | Albin Colomb         |             |             |
| avant 1876 |                           | Joseph Peyric        |             |             |
| avant 1877 |                           | Ferdinand Brahic     |             |             |
| avant 1889 |                           | Camille Bayle        |             |             |
| avant 1895 |                           | Jules Roussel        |             |             |
|            |                           |                      |             |             |
|            |                           |                      |             |             |
|            |                           |                      |             |             |
| ????       | mars 1959                 | M. Maes              | SE          |             |
| mars 1959  | mars 1983                 | Marcel Thibon        | SE          |             |
| mars 1983  | mars 1989                 | Jean Jacquet         | SE          |             |
| mars 1989  | mars 2008                 | Jean-Claude Crégut   | DVG         | Artisan     |
| mars 2008  | En cours (au 6 août 2020) | Jean-Marie Laganier, | UMP puis LR | Agriculteur |

## Population et société

### Démographie
En 2022, la commune comptait 650 habitants.
| 1793  | 1800  | 1806  | 1821  | 1831  | 1836  | 1841  | 1846  | 1851  |
| ----- | ----- | ----- | ----- | ----- | ----- | ----- | ----- | ----- |
| 2 312 | 2 424 | 2 476 | 2 565 | 2 955 | 1 810 | 1 827 | 1 927 | 2 029 |

| 1856  | 1861  | 1866  | 1872  | 1876  | 1881  | 1886  | 1891  | 1896  |
| ----- | ----- | ----- | ----- | ----- | ----- | ----- | ----- | ----- |
| 2 250 | 2 091 | 2 046 | 1 926 | 1 728 | 1 517 | 1 476 | 1 329 | 1 246 |

| 1901  | 1906  | 1911  | 1921 | 1926 | 1931 | 1936 | 1946 | 1954 |
| ----- | ----- | ----- | ---- | ---- | ---- | ---- | ---- | ---- |
| 1 169 | 1 102 | 1 169 | 941  | 838  | 795  | 730  | 626  | 591  |

| 1962 | 1968 | 1975 | 1982 | 1990 | 1999 | 2005 | 2006 | 2010 |
| ---- | ---- | ---- | ---- | ---- | ---- | ---- | ---- | ---- |
| 506  | 446  | 459  | 505  | 535  | 555  | 620  | 631  | 687  |

| 2015 | 2020 | 2022 | - | - | - | - | - | - |
| ---- | ---- | ---- | - | - | - | - | - | - |
| 659  | 658  | 650  | - | - | - | - | - | - |

En 1881, la commune comptait 104 paysans-mineurs.

### Enseignement
La commune est rattachée à l'académie de Grenoble.

### Médias
La commune de Banne est située dans la zone de distribution de deux organes de la presse écrite :
- L'Hebdo de l'Ardèche, journal hebdomadaire français basé à Valence et couvrant l'actualité de tout le département de l'Ardèche ;
- Le Dauphiné libéré, journal quotidien de la presse écrite française régionale distribué dans la plupart des départements de l'ancienne région Rhône-Alpes, notamment l'Ardèche. La commune est située dans la zone d'édition de Privas et d'Aubenas.

### Cultes
L'églises (propriété de la commune) et la communauté catholique de Banne sont rattachées à la paroisse Saints Pierre et Paul de Païolive, elle-même rattachée au diocèse de Viviers.

### Festivités et évènements
Fête votive de Banne qui a lieu chaque année le premier week-end d'août. Cette fête se déroule généralement sur trois jours et est organisée par le comité des fêtes de Banne (CBF). Elle commence vendredi soir par un bal, elle continue le samedi après-midi par un concours de pétanque et le soir un grand bal. Enfin le dimanche après-midi se déroule un tiercé de chèvres pour finir par un grand repas le soir.

## Culture locale et patrimoine

### Lieux et monuments
- Dolmens de la Lauze classés depuis 1889 ;
- Village médiéval (site classé) et ruines du château de Banne ;
- Château des Lèbres ;
- Château de Larque ;
- Église Saint-Pierre-aux-Liens de Banne du XIXe siècle ;
- Le viaduc du Doulovy, ancien pont du chemin de fer des mines de Banne construit en 1876 (près du hameau du Frigolet). Dimensions : 235 m long 24 arches, 35 m haut, 1,35 m large ;
- Le musée de l'Œuf décoré et de l'icône est aujourd'hui définitivement fermé.

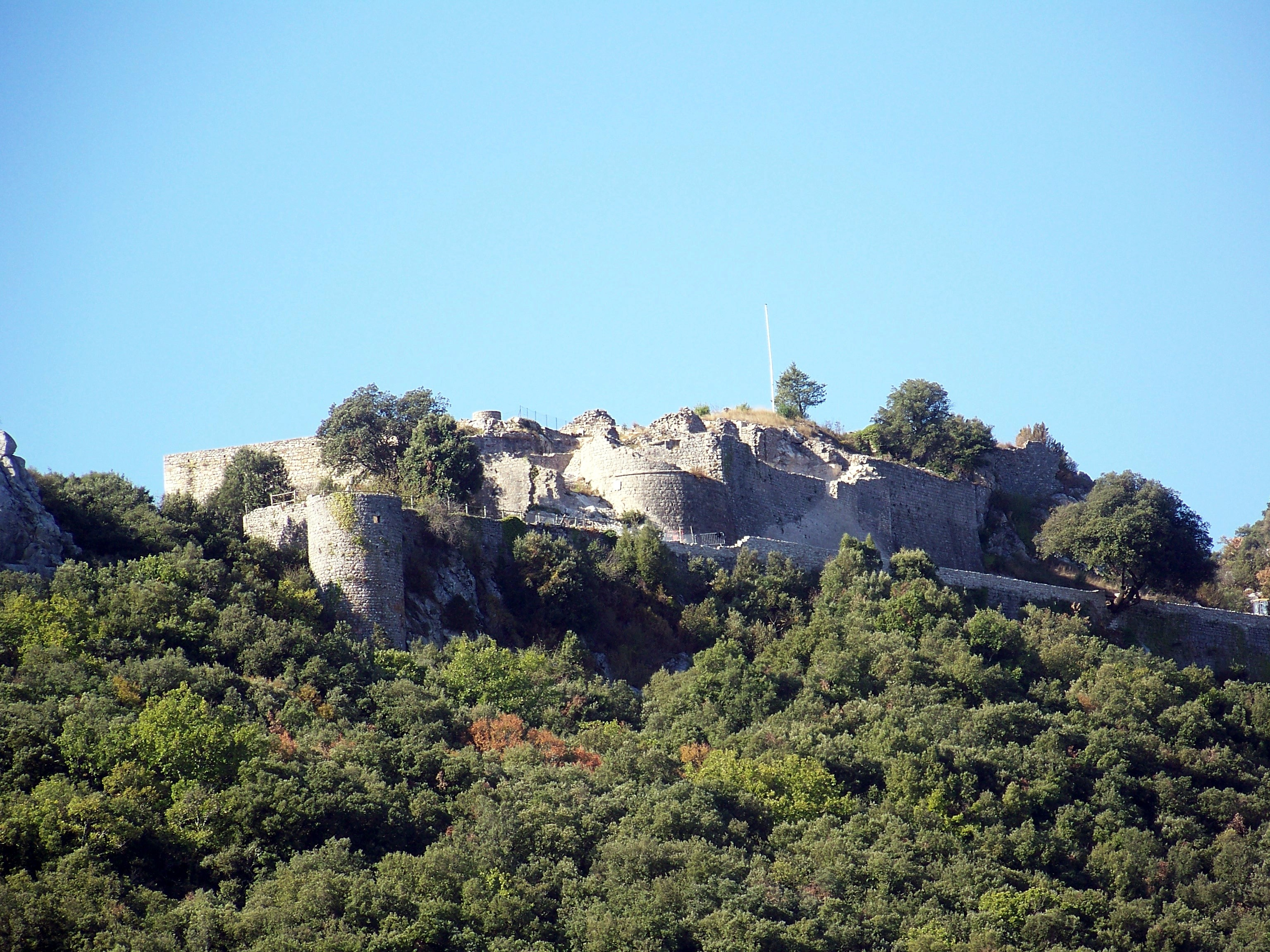
Ruines du château.

### Zones naturelles protégées
- Le bois de Païolive, la forêt de Banne, le cours aval du Granzon, les ruisseaux de la Ganière et d'Abeau sont classés zones naturelles d'intérêt écologique, faunistique et floristique[23].
- La commune appartient au Parc National des Cévennes[24].

### Personnalités liées à la commune
- Paul Rivière de Larque, homme politique, né le 7 novembre 1794 à Banne (Ardèche) et décédé le 10 juillet 1861 à Paris.
- Paul Maës, maire du village lors de la bataille de Banne du 29 juillet 1944 ; il s'offrit comme otage pour éviter les représailles allemandes.

### Héraldique
| Blason de Banne | Blason  | Coupé : au 1er parti au I d’azur à la demi-ramure d’or posée en bande, au II d’azur à l’arbre arraché d’or à quatre branches passées en deux redortes concentriques, au 2e d’or à l’inscription « BANNE » en lettres capitales de sable. |
| Blason de Banne | Détails | Le statut officiel du blason reste à déterminer. |

### Cartes
1. ↑  IGN, « Évolution comparée de l'occupation des sols de la commune sur cartes anciennes », sur remonterletemps.ign.fr (consulté le 13 juillet 2023).